# 青少年見習就業計劃
青少年見習就業計劃（簡稱青見計劃）是香港勞工處的專為15至24歲、學歷只在學士學位以下的青年人，提供6至12個月的職業培訓，以提升他們的工作技能及經驗。計劃由2002年7月開始實行。該計劃已經在2009年9月，與展翅計劃合併為展翅青見計劃。

## 計劃內容
- 導引課程：學員在入職前會按需要先接受基礎訓練，內容包括求職擇業、面試等等。

- 在職培訓及的職外培訓：按培訓計劃，學員在公司接受6至12個月的在職訓練。入職後，學員可獲$4,000為上限的培訓津貼，去報讀職業課程。

- 個案管理服務：學員會獲由註冊社工擔任個案經理，提供包括擬訂個人職業計劃、協助尋找工作等的支援。

完成了青見計劃見習期的學員，會獲得僱主簽發證書，證明其職業技能及受僱期。

## 「青見計劃」宣傳及推廣
透過不同形式的大型活動，宣傳「青見計劃」，鼓勵學員，並向大眾宣傳計劃的成果
- 2005年10月『我都做得到』音樂會

- 2006年2月  青年就業直通車巡禮

- Action S4謝師禮 (2005年, 2006年, 2007年)

- 每年7月  展翅計劃、青見計劃學員大募集開展禮

- 展翅青見超新星2008  （页面存档备份，存于）

- 展翅青見超新星2009  （页面存档备份，存于）

## 青年就業博覽及工作坊
透過動員僱主組織及培訓機構的參與，舉辦多項青年就業博覽及招聘會。
亦與香港人力資源管理學會合辦「工作世界全接觸」工作坊。邀請人力資源專家、僱主機構代表等，向學員及個案經理講授求職技巧、求職陷阱。

## 外部連結
- 香港特別行政區政府勞工處 （页面存档备份，存于）
- 勞工處 - 互動就業服務 （页面存档备份，存于）
- 勞工處 - 青年就業服務 （页面存档备份，存于）
- 勞工處 - 青年就業起點 （页面存档备份，存于）
- 「青見計劃」互動講場 （页面存档备份，存于）
- 「青見大影院」 （页面存档备份，存于）
- 「青見計劃宣傳影片 — 學員篇」 （页面存档备份，存于）林曉峰主持
- 「青見計劃宣傳影片 — 僱主篇」 （页面存档备份，存于）鄧梓峰主持